# 李宁
李寧（1963年3月10日—），男，壯族，廣西柳州人，中國企業家、退役體操運動員，有「中國第一代體操王子」、「中國體操天王」之稱。2008年北京奥运会最后一棒火炬手，燃点奥运圣火。

## 生平
李宁於1971年進入廣西壯族自治區體操隊，1980年入選中國國家體操隊。
在1982年的第六屆世界盃體操錦標賽上，在男子的7個項目中，共獲得個人全能、自由體操、鞍馬、吊環、跳馬、單杠六枚金牌及雙杠銅牌，創造了世界體操史上空前的神話，因而從此被譽為“體操王子”。
在17年的體操生涯中，李寧一共獲得了14個世界冠軍，106枚國內外體操比賽金牌。他被很多體操業內人士視作技術最為全面的男子體操選手及所見到的最為完美的男子體操選手。他的獨創動作“吊環後懸垂前擺上接直角支撐”、“吊環支撐後翻經後懸垂成支撐”、“鞍馬正交叉轉體90度接單環起倒立落下成啟撐”及“雙杠向後大回環轉體180度成支撐”分別被國際體操聯合會命名為“吊環李寧擺上”、“吊環李寧正吊”、“鞍馬李寧交叉”和“雙杠李寧大回環”。
1984年洛杉磯奧運會上，李寧共奪得三金二銀一銅，為當屆奧運獲得獎牌最多的運動員。但在四年後的漢城奧運會，由於中國國家體操青黃不接，先前已有退意的李寧只好帶傷出戰，但在比賽上連番失誤，饱受媒体及普罗大众舆论诟病，并一度屡受死亡恐吓，令他於1988年奧運之後抱憾告別體壇。

## 商界發展
1989年接受時任健力寶集團總經理李經緯的邀請加入廣東健力寶集團，1990年更創立李寧有限公司，現為該公司主席，执行董事，直至2007年底，李寧牌為全球第四的體育用品產業公司，市價達38.61億美元。其后于2019年9月2日调任为李寧公司主席兼聯席行政總裁，另外，李氏收購了非凡中國控股有限公司、和羅氏家族成員合資收購堡獅龍集團。

## 學歷
李寧於2002年畢業於北京大學法律學系，同年再到北大光華管理學院修讀行政人員工商管理碩士學位。英國拉夫堡大學及香港理工大學分別於2001年及2008年頒授榮譽博士學位予李寧。2010年獲香港科技大學頒授榮譽院士。

## 慈善、社會公益事業
李宁透过「李宁基金」积极参与慈善活动，并帮助现役及退役中国运动员及教练成立「中国运动员教育基金」为运动员提供学习进修及培训资助，并支持中国贫困及偏远地区的教育发展。二零零九年十月，李宁被联合国世界粮食计划署WFP）任命为中国第一位「WFP反饥饿亲善大使」。

## 體育成就

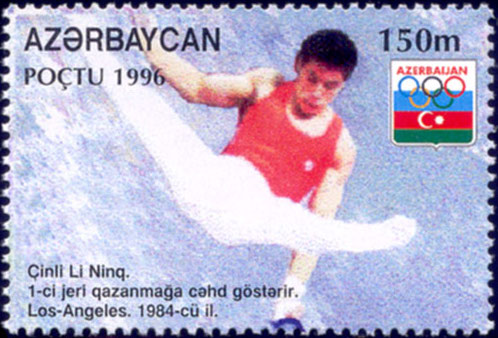
李宁在阿塞拜疆1996年的邮票上

於1987年，李寧成為國際奧委會運動員委員會委員。
1999年更獲世界體育記者協會評選為25位「20世紀最佳運動員」之一。
2000年，李寧被国际体操联合会列入國際體操名人堂，成為中國首位被列入其中的體操運動員。
2008年8月9日凌晨，李寧在北京國家體育場飛天點燃第29屆奧林匹克運動會主火炬。
在第29屆奧運之前，他和李小鵬共保持奪得體操世界冠軍次數最多的中國體操運動員的紀錄。奧運後，李小鵬已後來居上，打破李寧14項冠軍的紀錄。

## 14個體操世界冠軍
- 1982年 第6屆體操世界盃：自由體操、鞍馬、吊環、跳馬、單杠、個人全能
- 1983年 第22屆世界體操錦標賽：男子團體
- 1984年 洛杉磯奧運會：自由體操、鞍馬、吊環
- 1985年 第23屆世界體操錦標賽：吊環
- 1986年 第7屆體操世界盃：個人全能、自由體操、跳馬

## 旗下上市公司
- 李寧有限公司（港交所：2331）(10％)李氏持倉市值92億港元
- 非凡中國控股有限公司（港交所：8032）(56％）李氏持倉 市值61億港元
- 堡獅龍（港交所：592）(56％)李氏持倉市值2.8 億港元
- 單是這部分 合共155.8億港元身家[5] [6]

## 物业
- 香岛道33号市值4億港元，2006年李寧以1.5億港幣購買(已出售)

- 半山區西部波老道21號新盤21 BORRETT ROAD第1期中層單號室，實用面積2945平方呎，以2.328億元成交，連兩個車位成交，呎價約79000 [7] [8]

除住宅外，李寧及相關人士亦於2020年底亦購入荔枝角道888號商廈的11樓A2室，面積1,448平方呎，作價以1922.4萬元沽出，呎價約1.33萬元。
此外，李寧同名的運動品牌李寧（02331）則於去年12月透過公司名義，斥約22.08億元，大手購入北角電氣道218號港匯東全幢商廈，成交呎價約1.53萬元。而買入後會把物業的一部分用作本集團於香港的總部。該廈總建築面積約14.4萬平方呎，包含22層商業╱辦公空間及兩層零售區域。

## 名下馬匹
李宁和兄長李进、哲嗣李小宁皆是香港賽馬會會員，名下馬匹不論個人甚至團體名下，均以「"桂"」字命名，包括桂花飄香、金桂飄香、銀桂飄香、光速銀桂、桂中鬥士、極速銀桂、超勁赤兔。此外，他亦與李小鵬、刘璇組成「馬克之友團體」，並擁有名下馬匹「神龍駒」。

## 演出作品

### 電視劇(無綫電視)
- 1993年 武尊少林 飾 普照

### 電影
- 1990年 龍火長城 飾 大師兄
- 1994年 七金剛
- 2006年 淺藍深藍 飾 李寧

### 廣告
- 1995年 健力寶

## 延伸阅读
[在维基数据编辑]
 在维基共享资源阅览影像

## 外部連結
- 李寧有限公司官方網站 （页面存档备份，存于）
- 時代週刊：60年來亞洲英雄系列之 李寧 Hannah Beech，2006年
- 李寧(鞍马)
- 李寧(吊环)